# Apraca

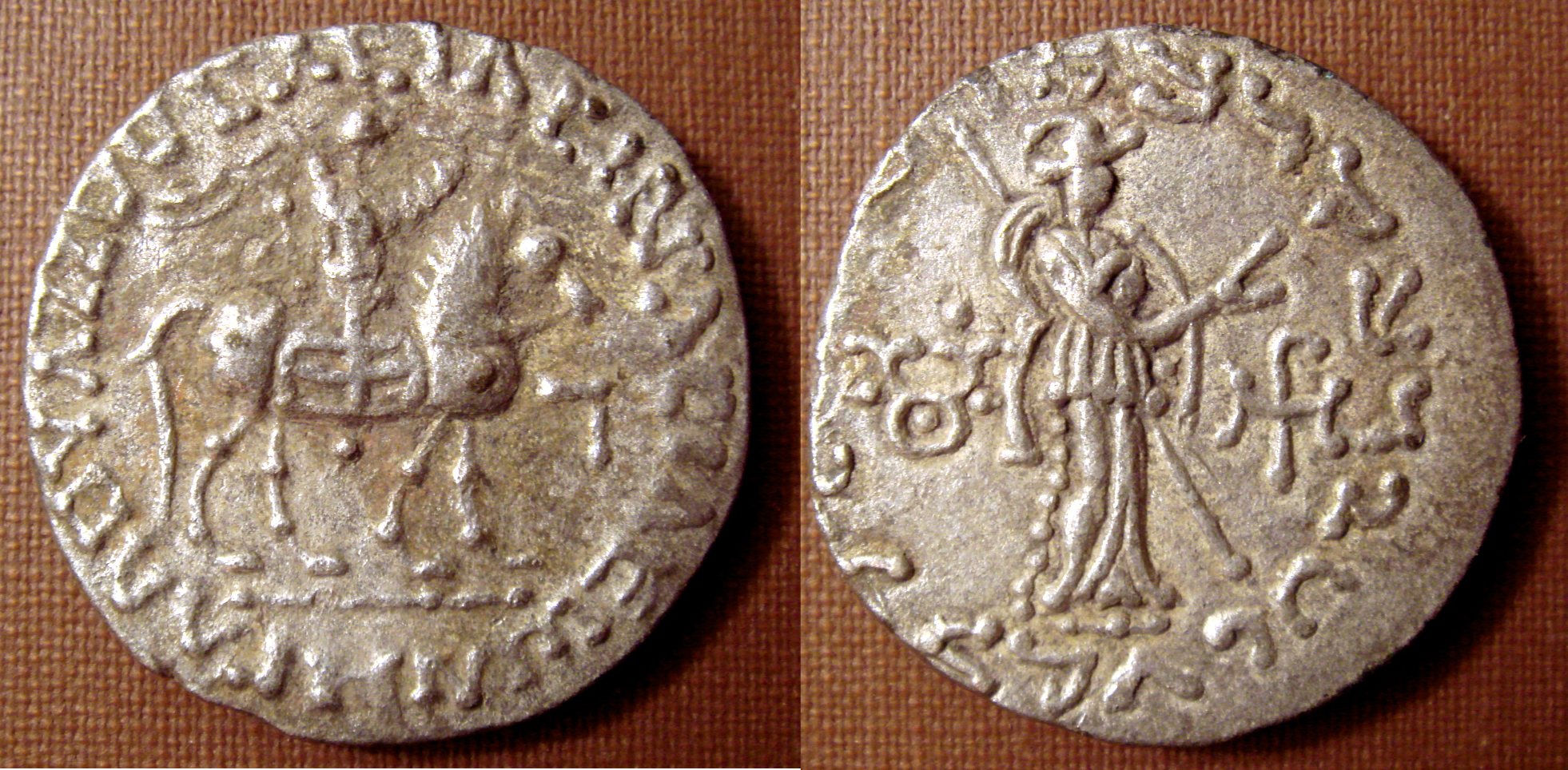
Moneda del rei Apraca Vijayamitra, anomenat Azes II. Hom pot veure el triratna, símbol del Budisme, a l'esquerra en el revers.

Apraca (o Avaca), va ser un antic regne Indo-Escita o satrapia a l'àrea de Bajaur al Pakistan modern que va existir des del segle I aC al I dC. Els seus governants van formar una dinastia menor, anomenada Apracaraja (plural Apracarages). El territori va ser el baluard dels bel·licosos aspasioi d'Arrià, una branca occidental dels Ashvakas (Aśvakas o Aśvakayanas, de nom clàssic assacenii/assacani) dels textos sànscrits, que havia ofert anteriorment tenaç resistència a l'invasor macedoni, Alexandre el Gran, l'any 326 abans de Crist.
Una inscripció descoberta recentment a Kharoshthi en un reliquiari budista dona una relació entre diverses èpoques de l'època i esmenta diversos governants dels apracarages:
- "L'any 27 del regnat de Vijayamitra, el rei d'Apraca, l'any setanta-tresena, que es diu d'Azes, en la XXI - 201 - any dels Yonas (grecs), en el vuitè dia del mes de Sravana, en aquest dia es va establir [aquesta] estupa per Rukhana, l'esposa del rei d'Apraca, per Vijayamitra, el rei d'Apraca, per Indravarma (Indravasu), el comandant (Stratega), [junts] amb les seves dones i fills "[1]

Aquesta inscripció és datada al voltant de l'any 15 dC, d'acord amb la datació de la nova era Azes que situa els seus orígens al voltant de l'any 47 abans de Crist. Els reis semblen estar emparentats o relacionats amb Kharaostes, el que si fos cert, connectaria també a Apraca amb el llinatge kamboja de Kamuia (Kamuia és la variació dialèctica de Kambojika, que és el mateix que kamboja de textos en sànscrit o pali).
El Dr Prashant Srivastava, de la Universitat de Lucknow, ha escrit recentment un monogràfic d'investigació que té com a objectiu posar en relleu l'important paper que va exercir la família dels reis d'Apraca en la història de l'antiga Índia, i s'ha connectat a aquesta família dels reis d'Apraca amb el clan Ashvaka. No obstant això, el clan Ashvaka no era més que una sub-branca de la gran tribu kamboja escampada als dos costats de la regió de l'Hindu Kush.

## Reis coneguts
- Vijayamitra (12 aCE - 15 dC), esposa Rukhana
- Indravasu (vers 20 dC), esposa Vasumitra
- Visnuvarman o Vispavarman, esposa Śiśirena
- Indravarman, esposa Uttara
- Aspa o Aspavarma (15 - 45 aC)
- Sasa